# Southern Hockey League 1975/1976
Sezóna 1975/1976 byl 3. ročníkem Southern Hockey League. Vítězem se stal tým Charlotte Checkers, který skončil na prvním místě.

## Základní část
| Vysvětlivka |
| ----------- |
| Vítěz       |

| Poř. | Tým                       | Z  | V  | R  | P  | VG  | OG  | B  |
| ---- | ------------------------- | -- | -- | -- | -- | --- | --- | -- |
| 1.   | Charlotte Checkers        | 72 | 42 | 20 | 10 | 302 | 206 | 94 |
| 2.   | Hampton Gulls             | 72 | 33 | 23 | 16 | 262 | 234 | 82 |
| 3.   | Winston-Salem Polar Twins | 72 | 30 | 29 | 13 | 252 | 251 | 73 |
| 4.   | Roanoke Valley Rebels     | 72 | 29 | 28 | 15 | 239 | 238 | 73 |
| 5.   | Tidewater Sharks          | 72 | 24 | 34 | 14 | 230 | 260 | 62 |
| 6.   | Greensboro Generals       | 72 | 18 | 42 | 12 | 221 | 317 | 48 |

## Hráčské statistiky základní části

### Kanadské bodování
Toto je konečné pořadí hráčů podle dosažených bodů. Za jeden vstřelený gól nebo přihrávku na gól hráč získal jeden bod.
| Poř. | Hráč           | Tým                       | Záp. | G  | A  | Body |
| ---- | -------------- | ------------------------- | ---- | -- | -- | ---- |
| 1.   | John Campbell  | Winston-Salem Polar Twins | 72   | 33 | 59 | 92   |
| 2.   | Yvon Dupuis    | Charlotte Checkers        | 72   | 52 | 39 | 91   |
| 3.   | Ken Gassoff    | Winston-Salem Polar Twins | 60   | 36 | 49 | 85   |
| 4.   | Wally Sprange  | Greensboro Generals       | 70   | 22 | 59 | 81   |
| 5.   | Art Stratton   | Hampton Gulls             | 70   | 14 | 64 | 78   |
| 6.   | Neil Korzack   | Charlotte Checkers        | 72   | 46 | 31 | 77   |
| 7.   | John Raynak    | Roanoke Valley Rebels     | 70   | 35 | 40 | 75   |
| 8.   | Bob Smulders   | Charlotte Checkers        | 72   | 22 | 46 | 68   |
| 9.   | Pat Donnelly   | Hampton Gulls             | 47   | 28 | 39 | 67   |
| 10.  | Wayne Chrysler | Charlotte Checkers        | 71   | 24 | 42 | 66   |

Záp. = Odehrané zápasy; G = Góly; A = Přihrávky na gól; Body = Body;